# Interlands Tsjechisch voetbalelftal 1994-1999
Deze pagina toont een chronologisch en gedetailleerd overzicht van de interlands die het Tsjechisch voetbalelftal speelde in de periode 1994 – 1999. Na de vreedzame ontmanteling van Tsjecho-Slowakije ging Tsjechië in 1994 als zelfstandige natie verder.

## Interlands

### 1994
|                                                                      |                    |       |                                                                     |                                                                                         |
| 23 februari Vriendschappelijk № 509 «onderlinge duels» 19:00 (UTC+2) | Turkije            | 1 – 4 | Tsjechië                                                            | BJK Inönüstadion, Istanbul Toeschouwers: 12.000 Scheidsrechter: Ibrahim Al-Ansari (KUW) |
| 23 februari Vriendschappelijk № 509 «onderlinge duels» 19:00 (UTC+2) | Ertuğrul Sağlam 6' |       | 12' Jiří Novotný 19' Radoslav Látal 58' Horst Siegl 65' Horst Siegl | BJK Inönüstadion, Istanbul Toeschouwers: 12.000 Scheidsrechter: Ibrahim Al-Ansari (KUW) |

|                                                                   |                                                                        |       |          |                                                                           |
| 20 april Vriendschappelijk № 510 «onderlinge duels» 20:15 (UTC+2) | Zwitserland                                                            | 3 – 0 | Tsjechië | Hardturm, Zürich Toeschouwers: 16.200 Scheidsrechter: Marnix Sandra (BEL) |
| 20 april Vriendschappelijk № 510 «onderlinge duels» 20:15 (UTC+2) | Stéphane Chapuisat 12' Georges Bregy 28' (pen.) Stéphane Chapuisat 37' |       |          | Hardturm, Zürich Toeschouwers: 16.200 Scheidsrechter: Marnix Sandra (BEL) |

|                                                                 |                                                                                    |       |                                                                 |                                                                                   |
| 25 mei Vriendschappelijk № 511 «onderlinge duels» 17:00 (UTC+2) | Tsjechië                                                                           | 5 – 3 | Litouwen                                                        | Bazaly Stadion, Ostrava Toeschouwers: 8.407 Scheidsrechter: Marek Kowalczyk (POL) |
| 25 mei Vriendschappelijk № 511 «onderlinge duels» 17:00 (UTC+2) | Pavel Kuka 19' Martin Frýdek 23' Luboš Kubík 27' Pavel Kuka 52' Marek Poštulka 78' |       | 52' Arminas Narbekovas 75' Robertas Zalys 84' Irmantas Stumbrys | Bazaly Stadion, Ostrava Toeschouwers: 8.407 Scheidsrechter: Marek Kowalczyk (POL) |

|                                                                 |                   |       |                                                         |                                                                                |
| 5 juni Vriendschappelijk № 512 «onderlinge duels» 15:00 (UTC+1) | Ierland           | 1 – 3 | Tsjechië                                                | Lansdowne Road, Dublin Toeschouwers: 43.465 Scheidsrechter: Leif Sundell (SWE) |
| 5 juni Vriendschappelijk № 512 «onderlinge duels» 15:00 (UTC+1) | Andy Townsend 43' |       | 25' (pen.) Pavel Kuka 54' Pavel Kuka 83' Jan Suchopárek | Lansdowne Road, Dublin Toeschouwers: 43.465 Scheidsrechter: Leif Sundell (SWE) |

|                                                                      |                                         |       |                                       |                                                                                |
| 17 augustus Vriendschappelijk № 513 «onderlinge duels» 20:45 (UTC+2) | Frankrijk                               | 2 – 2 | Tsjechië                              | Parc Lescure, Bordeaux Toeschouwers: 15.000 Scheidsrechter: Gerd Grabher (AUT) |
| 17 augustus Vriendschappelijk № 513 «onderlinge duels» 20:45 (UTC+2) | Zinédine Zidane 85' Zinédine Zidane 87' |       | 43' Tomáš Skuhravý 45' Daniel Šmejkal | Parc Lescure, Bordeaux Toeschouwers: 15.000 Scheidsrechter: Gerd Grabher (AUT) |

|                                                                         | |       |                      |                                                                                  |
| 6 september EK 1996 kwalificatie № 514 «onderlinge duels» 16:30 (UTC+1) | Tsjechië                                                                                                   | 6 – 1 | Malta                | Bazaly Stadion, Ostrava Toeschouwers: 10.226 Scheidsrechter: Loizos Loizou (CYP) |
| 6 september EK 1996 kwalificatie № 514 «onderlinge duels» 16:30 (UTC+1) | Daniel Šmejkal 6' (pen.) Luboš Kubík 32' Horst Siegl 35' Horst Siegl 60' Horst Siegl 78' Patrik Berger 87' |       | 73' Kristian Laferla | Bazaly Stadion, Ostrava Toeschouwers: 10.226 Scheidsrechter: Loizos Loizou (CYP) |

|                                                                        |       |       |          |                                                                                    |
| 12 oktober EK 1996 kwalificatie № 515 «onderlinge duels» 18:15 (UTC+1) | Malta | 0 – 0 | Tsjechië | Ta' Qalistadion, Ta' Qali Toeschouwers: 2.000 Scheidsrechter: Jorge Monteiro (POR) |
| 12 oktober EK 1996 kwalificatie № 515 «onderlinge duels» 18:15 (UTC+1) |       |       |          | Ta' Qalistadion, Ta' Qali Toeschouwers: 2.000 Scheidsrechter: Jorge Monteiro (POR) |

|                                                                         |           |       |          |                                                                           |
| 16 november EK 1996 kwalificatie № 516 «onderlinge duels» 20:15 (UTC+1) | Nederland | 0 – 0 | Tsjechië | De Kuip, Rotterdam Toeschouwers: 42.000 Scheidsrechter: Sándor Puhl (HUN) |
| 16 november EK 1996 kwalificatie № 516 «onderlinge duels» 20:15 (UTC+1) |           |       |          | De Kuip, Rotterdam Toeschouwers: 42.000 Scheidsrechter: Sándor Puhl (HUN) |

### 1995
|                                                                  |                                                                  |       |               |                                                                             |
| 8 maart Vriendschappelijk № 517 «onderlinge duels» 16:15 (UTC+1) | Tsjechië                                                         | 4 – 1 | Finland       | Za Lužánkami, Brno Toeschouwers: 7.745 Scheidsrechter: Bohdan Benedik (SVK) |
| 8 maart Vriendschappelijk № 517 «onderlinge duels» 16:15 (UTC+1) | Patrik Berger 8' Patrik Berger 45' Petr Samec 56' Petr Samec 88' |       | 71' Ari Hjelm | Za Lužánkami, Brno Toeschouwers: 7.745 Scheidsrechter: Bohdan Benedik (SVK) |

|                                                                      |                                                                       |       |                                                   |                                                                                    |
| 29 maart EK 1996 kwalificatie № 518 «onderlinge duels» 16:30 (UTC+2) | Tsjechië                                                              | 4 – 2 | Wit-Rusland                                       | Bazaly Stadion, Ostrava Toeschouwers: 5.549 Scheidsrechter: Gilles Veissière (FRA) |
| 29 maart EK 1996 kwalificatie № 518 «onderlinge duels» 16:30 (UTC+2) | Miroslav Kadlec 5' Patrik Berger 17' Patrik Berger 62' Pavel Kuka 69' |       | 45' (pen.) Sergei Gerasimets 88' Igor Gourinovich | Bazaly Stadion, Ostrava Toeschouwers: 5.549 Scheidsrechter: Gilles Veissière (FRA) |

|                                                                      |                                                         |       |             |                                                                             |
| 26 april EK 1996 kwalificatie № 519 «onderlinge duels» 20:15 (UTC+2) | Tsjechië                                                | 3 – 1 | Nederland   | Stadion Letná, Praag Toeschouwers: 17.463 Scheidsrechter: Helmut Krug (GER) |
| 26 april EK 1996 kwalificatie № 519 «onderlinge duels» 20:15 (UTC+2) | Tomáš Skuhravý 49' Václav Nemecek 58' Patrik Berger 62' |       | 7' Wim Jonk | Stadion Letná, Praag Toeschouwers: 17.463 Scheidsrechter: Helmut Krug (GER) |

|                                                                |                 |       |                    |                                                                                  |
| 8 mei Vriendschappelijk № 520 «onderlinge duels» 18:00 (UTC+2) | Slowakije       | 1 – 1 | Tsjechië           | Tehelné pole, Bratislava Toeschouwers: 10.000 Scheidsrechter: Leif Sundell (SWE) |
| 8 mei Vriendschappelijk № 520 «onderlinge duels» 18:00 (UTC+2) | Milan Timko 57' |       | 32' Daniel Šmejkal | Tehelné pole, Bratislava Toeschouwers: 10.000 Scheidsrechter: Leif Sundell (SWE) |

|                                                                    |                 |       |          |                                                                                     |
| 7 juni EK 1996 kwalificatie № 521 «onderlinge duels» 20:00 (UTC+2) | Luxemburg       | 1 – 0 | Tsjechië | Stade Josy Barthel, Luxemburg Toeschouwers: 1.630 Scheidsrechter: John Ashman (WAL) |
| 7 juni EK 1996 kwalificatie № 521 «onderlinge duels» 20:00 (UTC+2) | Guy Hellers 89' |       |          | Stade Josy Barthel, Luxemburg Toeschouwers: 1.630 Scheidsrechter: John Ashman (WAL) |

|                                                                         |                  |       |                    |                                                                                    |
| 16 augustus EK 1996 kwalificatie № 522 «onderlinge duels» 20:15 (UTC+2) | Noorwegen        | 1 – 1 | Tsjechië           | Ullevaalstadion, Oslo Toeschouwers: 22.054 Scheidsrechter: Sergej Khussainov (RUS) |
| 16 augustus EK 1996 kwalificatie № 522 «onderlinge duels» 20:15 (UTC+2) | Henning Berg 27' |       | 84' Jan Suchoparek | Ullevaalstadion, Oslo Toeschouwers: 22.054 Scheidsrechter: Sergej Khussainov (RUS) |

|                                                                         |                                           |       |           |                                                                                    |
| 6 september EK 1996 kwalificatie № 523 «onderlinge duels» 20:15 (UTC+2) | Tsjechië                                  | 2 – 0 | Noorwegen | Stadion Letná, Praag Toeschouwers: 19.522 Scheidsrechter: Kurt Röthlisberger (SUI) |
| 6 september EK 1996 kwalificatie № 523 «onderlinge duels» 20:15 (UTC+2) | Tomáš Skuhravý 6' (pen.) Radek Drulák 87' |       |           | Stadion Letná, Praag Toeschouwers: 19.522 Scheidsrechter: Kurt Röthlisberger (SUI) |

|                                                                       |             |                                     |          |                                                                              |
| 7 oktober EK 1996 kwalificatie № 524 «onderlinge duels» 18:00 (UTC+2) | Wit-Rusland | 0 – 2                               | Tsjechië | Dinamostadion, Minsk Toeschouwers: 15.000 Scheidsrechter: Anders Frisk (SWE) |
| 7 oktober EK 1996 kwalificatie № 524 «onderlinge duels» 18:00 (UTC+2) |             | 25' Martin Frýdek 84' Patrik Berger |          | Dinamostadion, Minsk Toeschouwers: 15.000 Scheidsrechter: Anders Frisk (SWE) |

|                                                                         |                                                     |       |           |                                                                               |
| 15 november EK 1996 kwalificatie № 525 «onderlinge duels» 20:05 (UTC+1) | Tsjechië                                            | 3 – 0 | Luxemburg | Stadion Letná, Praag Toeschouwers: 20.530 Scheidsrechter: Alfred Wieser (AUT) |
| 15 november EK 1996 kwalificatie № 525 «onderlinge duels» 20:05 (UTC+1) | Radek Drulák 33' Radek Drulák 46' Patrik Berger 57' |       |           | Stadion Letná, Praag Toeschouwers: 20.530 Scheidsrechter: Alfred Wieser (AUT) |

|                                                        |                        |       |                                  | |
| 13 december Vriendschappelijk № 526 «onderlinge duels» | Koeweit                | 1 – 2 | Tsjechië                         | Mohammed Al-Hamadstadion, Koeweit-Stad Toeschouwers: 2.000 Scheidsrechter: Ibrahim Al-Ansari (KUW) |
| 13 december Vriendschappelijk № 526 «onderlinge duels» | Khaled Al-Shammari 82' |       | 5' Petr Gabriel 50' Radek Drulák | Mohammed Al-Hamadstadion, Koeweit-Stad Toeschouwers: 2.000 Scheidsrechter: Ibrahim Al-Ansari (KUW) |

### 1996
|                                                                   |                                                         |       |         |                                                                                  |
| 26 maart Vriendschappelijk № 527 «onderlinge duels» 20:00 (UTC+1) | Tsjechië                                                | 3 – 0 | Turkije | Městský stadion, Ostrava Toeschouwers: 10.828 Scheidsrechter: Karol Ihring (SVK) |
| 26 maart Vriendschappelijk № 527 «onderlinge duels» 20:00 (UTC+1) | Jan Suchopárek 14' Pavel Kuka 59' (pen.) Pavel Kuka 90' |       |         | Městský stadion, Ostrava Toeschouwers: 10.828 Scheidsrechter: Karol Ihring (SVK) |

|                                                                   |                                  |       |         |                                                                                  |
| 24 april Vriendschappelijk № 528 «onderlinge duels» 17:00 (UTC+2) | Tsjechië                         | 2 – 0 | Ierland | Strahov Stadion, Praag Toeschouwers: 6.118 Scheidsrechter: Hartmut Strampe (GER) |
| 24 april Vriendschappelijk № 528 «onderlinge duels» 17:00 (UTC+2) | Martin Frýdek 61' Pavel Kuka 68' |       |         | Strahov Stadion, Praag Toeschouwers: 6.118 Scheidsrechter: Hartmut Strampe (GER) |

|                                                   |                 |       |          |                                                                            |
| 29 mei Vriendschappelijk № 529 «onderlinge duels» | Oostenrijk      | 1 – 0 | Tsjechië | Lehenstadion, Salzburg Toeschouwers: 5.100 Scheidsrechter: Mike Reed (ENG) |
| 29 mei Vriendschappelijk № 529 «onderlinge duels» | Arnold Wetl 86' |       |          | Lehenstadion, Salzburg Toeschouwers: 5.100 Scheidsrechter: Mike Reed (ENG) |

|                                                                 |                  |       |                               |                                                                                 |
| 1 juni Vriendschappelijk № 530 «onderlinge duels» 20:15 (UTC+2) | Zwitserland      | 1 – 2 | Tsjechië                      | St. Jakob-Park, Bazel Toeschouwers: 14.400 Scheidsrechter: Georg Dardenne (GER) |
| 1 juni Vriendschappelijk № 530 «onderlinge duels» 20:15 (UTC+2) | Marco Grassi 34' |       | 23' Pavel Kuka 84' Pavel Kuka | St. Jakob-Park, Bazel Toeschouwers: 14.400 Scheidsrechter: Georg Dardenne (GER) |

| Europees kampioenschap voetbal 1996 |
| ----------------------------------- |

|                                                               |                                        |       |          |                                                                                   |
| 9 juni EK 1996 Groep C № 531 «onderlinge duels» 17:00 (UTC+1) | Duitsland                              | 2 – 0 | Tsjechië | Old Trafford, Manchester Toeschouwers: 37.300 Scheidsrechter: David Elleray (ENG) |
| 9 juni EK 1996 Groep C № 531 «onderlinge duels» 17:00 (UTC+1) | Christian Ziege 26' Andreas Möller 32' |       |          | Old Trafford, Manchester Toeschouwers: 37.300 Scheidsrechter: David Elleray (ENG) |

|                                                                |                                 |       |                   |                                                                                   |
| 14 juni EK 1996 Groep C № 532 «onderlinge duels» 19:30 (UTC+1) | Tsjechië                        | 2 – 1 | Italië            | Anfield, Liverpool Toeschouwers: 37.320 Scheidsrechter: Antonio López Nieto (ESP) |
| 14 juni EK 1996 Groep C № 532 «onderlinge duels» 19:30 (UTC+1) | Pavel Nedvěd 4' Radek Bejbl 35' |       | 18' Enrico Chiesa | Anfield, Liverpool Toeschouwers: 37.320 Scheidsrechter: Antonio López Nieto (ESP) |

|                                                                |                                                                     |       |                                                      |                                                                            |
| 19 juni EK 1996 Groep C № 533 «onderlinge duels» 19:30 (UTC+1) | Rusland                                                             | 3 – 3 | Tsjechië                                             | Anfield, Liverpool Toeschouwers: 21.128 Scheidsrechter: Anders Frisk (SWE) |
| 19 juni EK 1996 Groep C № 533 «onderlinge duels» 19:30 (UTC+1) | Aleksandr Mostovoj 49' Omar Tetradze 54' Vladimir Bjestsjastnik 85' |       | 5' Jan Suchopárek 19' Pavel Kuka 88' Vladimír Šmicer | Anfield, Liverpool Toeschouwers: 21.128 Scheidsrechter: Anders Frisk (SWE) |

|                                                                    |                    |       |          |                                                                               |
| 23 juni EK 1996 Kwartfinale № 534 «onderlinge duels» 18:30 (UTC+1) | Tsjechië           | 1 – 0 | Portugal | Villa Park, Birmingham Toeschouwers: 26.832 Scheidsrechter: Helmut Krug (GER) |
| 23 juni EK 1996 Kwartfinale № 534 «onderlinge duels» 18:30 (UTC+1) | Karel Poborský 53' |       |          | Villa Park, Birmingham Toeschouwers: 26.832 Scheidsrechter: Helmut Krug (GER) |

|                                                                     |                                                                                  |       |                                                                                              |                                                                                    |
| 26 juni EK 1996 Halve finale № 535 «onderlinge duels» 16:00 (UTC+1) | Tsjechië                                                                         | 0 – 0 | Frankrijk                                                                                    | Old Trafford, Manchester Toeschouwers: 43.877 Scheidsrechter: Leslie Mottram (SCO) |
| 26 juni EK 1996 Halve finale № 535 «onderlinge duels» 16:00 (UTC+1) |                                                                                  |       |                                                                                              | Old Trafford, Manchester Toeschouwers: 43.877 Scheidsrechter: Leslie Mottram (SCO) |
| 26 juni EK 1996 Halve finale № 535 «onderlinge duels» 16:00 (UTC+1) | Strafschoppen                                                                    |       |                                                                                              | Old Trafford, Manchester Toeschouwers: 43.877 Scheidsrechter: Leslie Mottram (SCO) |
| 26 juni EK 1996 Halve finale № 535 «onderlinge duels» 16:00 (UTC+1) | Luboš Kubík Pavel Nedvěd Patrik Berger Karel Poborský Karel Rada Miroslav Kadlec | 6 – 5 | Zinédine Zidane Youri Djorkaeff Bixente Lizarazu Vincent Guérin Laurent Blanc Reynald Pedros | Old Trafford, Manchester Toeschouwers: 43.877 Scheidsrechter: Leslie Mottram (SCO) |

|                                                               |                          |       |                                         |                                                                                       |
| 30 juni EK 1996 Finale № 536 «onderlinge duels» 19:00 (UTC+1) | Tsjechië                 | 1 – 2 | Duitsland                               | Wembley Stadium, Londen Toeschouwers: 73.611 Scheidsrechter: Pierluigi Pairetto (ITA) |
| 30 juni EK 1996 Finale № 536 «onderlinge duels» 19:00 (UTC+1) | Patrik Berger 59' (pen.) |       | 73' Oliver Bierhoff 95' Oliver Bierhoff | Wembley Stadium, Londen Toeschouwers: 73.611 Scheidsrechter: Pierluigi Pairetto (ITA) |

|  |  |  |  |  |  |  |  |  |

|                                                                          |                               |       |                       |                                                                                                |
| 4 september Vriendschappelijk № 537 «onderlinge duels» 17:00 uur (UTC+2) | Tsjecho-Slowakije             | 2 – 1 | IJsland               | Stadion Střelnice, Jablonec nad Nisou Toeschouwers: 4.528 Scheidsrechter: Zygmunt Ziober (POL) |
| 4 september Vriendschappelijk № 537 «onderlinge duels» 17:00 uur (UTC+2) | Pavel Kuka 54' Pavel Kuka 64' |       | 42' Þórður Guðjónsson | Stadion Střelnice, Jablonec nad Nisou Toeschouwers: 4.528 Scheidsrechter: Zygmunt Ziober (POL) |

|                                                                              | |       |       |                                                                                |
| 18 september WK 1998 kwalificatie № 538 «onderlinge duels» 16:30 uur (UTC+2) | Tsjecho-Slowakije                                                                                                 | 6 – 0 | Malta | Na Stínadlech, Teplice Toeschouwers: 15.099 Scheidsrechter: Mateo Beusan (CRO) |
| 18 september WK 1998 kwalificatie № 538 «onderlinge duels» 16:30 uur (UTC+2) | Patrik Berger 10' Pavel Nedvěd 23' Patrik Berger 62' (pen.) Luboš Kubík 77' Vladimír Šmicer 83' Martin Frýdek 86' |       |       | Na Stínadlech, Teplice Toeschouwers: 15.099 Scheidsrechter: Mateo Beusan (CRO) |

|                                                                           |          |       |        |                                                                                 |
| 9 oktober WK 1998 kwalificatie № 539 «onderlinge duels» 20:15 uur (UTC+2) | Tsjechië | 0 – 0 | Spanje | Letenský Stadion, Praag Toeschouwers: 19.223 Scheidsrechter: Anders Frisk (SWE) |
| 9 oktober WK 1998 kwalificatie № 539 «onderlinge duels» 20:15 uur (UTC+2) |          |       |        | Letenský Stadion, Praag Toeschouwers: 19.223 Scheidsrechter: Anders Frisk (SWE) |

|                                                                             |                       |       |          |                                                                                |
| 10 november WK 1998 kwalificatie № 540 «onderlinge duels» 18:00 uur (UTC+1) | Joegoslavië           | 1 – 0 | Tsjechië | Rode Sterstadion, Belgrado Toeschouwers: 46.577 Scheidsrechter: Dick Jol (NED) |
| 10 november WK 1998 kwalificatie № 540 «onderlinge duels» 18:00 uur (UTC+1) | Predrag Mijatović 18' |       |          | Rode Sterstadion, Belgrado Toeschouwers: 46.577 Scheidsrechter: Dick Jol (NED) |

|                                                                                                  |                          |       |                                  |                                                                                     |
| 11 december Vriendschappelijk Koning Hassan II toernooi № 541 «onderlinge duels» 18:00 uur (UTC) | Nigeria                  | 1 – 2 | Tsjechië                         | Stade Mohammed V, Casablanca Toeschouwers: 70.000 Scheidsrechter: Yahya Hadqa (MAR) |
| 11 december Vriendschappelijk Koning Hassan II toernooi № 541 «onderlinge duels» 18:00 uur (UTC) | Teslim Fatusi 87' (pen.) |       | 11' Radek Drulák 74' René Wagner | Stade Mohammed V, Casablanca Toeschouwers: 70.000 Scheidsrechter: Yahya Hadqa (MAR) |

|                                                                                                  |                   |              |                 |                                                                                      |
| 12 december Vriendschappelijk Koning Hassan II toernooi № 542 «onderlinge duels» 20:00 uur (UTC) | Kroatië           | 1 – 1 (n.v.) | Tsjechië        | Stade Mohammed V, Casablanca Toeschouwers: 34.000 Scheidsrechter: Said Belqola (MAR) |
| 12 december Vriendschappelijk Koning Hassan II toernooi № 542 «onderlinge duels» 20:00 uur (UTC) | Nenad Pralija 29' |              | 4' Radek Drulák | Stade Mohammed V, Casablanca Toeschouwers: 34.000 Scheidsrechter: Said Belqola (MAR) |
| 12 december Vriendschappelijk Koning Hassan II toernooi № 542 «onderlinge duels» 20:00 uur (UTC) | Strafschoppen     |              |                 | Stade Mohammed V, Casablanca Toeschouwers: 34.000 Scheidsrechter: Said Belqola (MAR) |
| 12 december Vriendschappelijk Koning Hassan II toernooi № 542 «onderlinge duels» 20:00 uur (UTC) | 5–3               |              |                 | Stade Mohammed V, Casablanca Toeschouwers: 34.000 Scheidsrechter: Said Belqola (MAR) |

### 1997
|                                                        |                                                                 |       |                   |                                                                                  |
| 26 februari Vriendschappelijk № 543 «onderlinge duels» | Tsjechië                                                        | 4 – 1 | Wit-Rusland       | Zimní stadion, Poděbrady Toeschouwers: 7.500 Scheidsrechter: Vaclav Krondl (CZE) |
| 26 februari Vriendschappelijk № 543 «onderlinge duels» | René Wagner 12' Karel Rada 63' Karel Rada 68' Patrik Berger 72' |       | 43' Maxim Razumov | Zimní stadion, Poděbrady Toeschouwers: 7.500 Scheidsrechter: Vaclav Krondl (CZE) |

|                                                                       |                               |       |                     |                                                                                 |
| 12 maart Vriendschappelijk № 544 «onderlinge duels» 16:30 uur (UTC+1) | Tsjechië                      | 2 – 1 | Polen               | Bazaly Stadion, Ostrava Toeschouwers: 15.817 Scheidsrechter: Vadzim Zjoek (BLR) |
| 12 maart Vriendschappelijk № 544 «onderlinge duels» 16:30 uur (UTC+1) | Pavel Kuka 21' Karel Rada 64' |       | 90' Jacek Zieliński | Bazaly Stadion, Ostrava Toeschouwers: 15.817 Scheidsrechter: Vadzim Zjoek (BLR) |

|                                                                         |                 |       |                                            |                                                                            |
| 2 april WK 1998 kwalificatie № 545 «onderlinge duels» 20:15 uur (UTC+2) | Tsjechië        | 1 – 2 | Joegoslavië                                | Stadion Letná, Praag Toeschouwers: 19.137 Scheidsrechter: Marc Batta (FRA) |
| 2 april WK 1998 kwalificatie № 545 «onderlinge duels» 20:15 uur (UTC+2) | Radek Bejbl 75' |       | 28' Predrag Mijatović 90+2' Savo Milošević | Stadion Letná, Praag Toeschouwers: 19.137 Scheidsrechter: Marc Batta (FRA) |

|                                                                        |                            |       |          |                                                                                                |
| 8 juni WK 1998 kwalificatie № 546 «onderlinge duels» 20:15 uur (UTC+2) | Spanje                     | 1 – 0 | Tsjechië | Estadio Nuevo José Zorrilla, Valladolid Toeschouwers: 24.544 Scheidsrechter: Hugh Dallas (SCO) |
| 8 juni WK 1998 kwalificatie № 546 «onderlinge duels» 20:15 uur (UTC+2) | Fernando Hierro 41' (pen.) |       |          | Estadio Nuevo José Zorrilla, Valladolid Toeschouwers: 24.544 Scheidsrechter: Hugh Dallas (SCO) |

|                                                                             |                                       |       |         |                                                                                     |
| 20 augustus WK 1998 kwalificatie № 547 «onderlinge duels» 17:30 uur (UTC+2) | Tsjechië                              | 2 – 0 | Faeröer | Na Stínadlech, Teplice Toeschouwers: 8.322 Scheidsrechter: Algirdas Dubinskas (LTU) |
| 20 augustus WK 1998 kwalificatie № 547 «onderlinge duels» 17:30 uur (UTC+2) | Pavel Kuka 15' (pen.) Luboš Kozel 26' |       |         | Na Stínadlech, Teplice Toeschouwers: 8.322 Scheidsrechter: Algirdas Dubinskas (LTU) |

|                                                                             |                                     |       |                     |                                                                                     |
| 24 augustus WK 1998 kwalificatie № 548 «onderlinge duels» 20:15 uur (UTC+2) | Slowakije                           | 2 – 1 | Tsjechië            | Tehelné pole, Bratislava Toeschouwers: 26.000 Scheidsrechter: Piero Ceccarini (ITA) |
| 24 augustus WK 1998 kwalificatie № 548 «onderlinge duels» 20:15 uur (UTC+2) | Tibor Jančula 45' Jozef Majoroš 55' |       | 15' Vladimír Šmicer | Tehelné pole, Bratislava Toeschouwers: 26.000 Scheidsrechter: Piero Ceccarini (ITA) |

|                                                                             |         |                                    |          |                                                                               |
| 6 september WK 1998 kwalificatie № 549 «onderlinge duels» 15:00 uur (UTC+1) | Faeröer | 0 – 2                              | Tsjechië | Svangaskarð, Toftir Toeschouwers: 2.700 Scheidsrechter: Bertrand Saules (FRA) |
| 6 september WK 1998 kwalificatie № 549 «onderlinge duels» 15:00 uur (UTC+1) |         | 16' Vladimír Šmicer 33' Pavel Kuka |          | Svangaskarð, Toftir Toeschouwers: 2.700 Scheidsrechter: Bertrand Saules (FRA) |

|                                                                              |       |                 |          |                                                                                  |
| 24 september WK 1998 kwalificatie № 550 «onderlinge duels» 19:30 uur (UTC+2) | Malta | 0 – 1           | Tsjechië | Ta' Qalistadion, Ta' Qali Toeschouwers: 1.622 Scheidsrechter: Amand Ancion (BEL) |
| 24 september WK 1998 kwalificatie № 550 «onderlinge duels» 19:30 uur (UTC+2) |       | 32' Radek Bejbl |          | Ta' Qalistadion, Ta' Qali Toeschouwers: 1.622 Scheidsrechter: Amand Ancion (BEL) |

|                                                                        |                                                      |       |           |                                                                          |
| 11 oktober WK 1998 kwalificatie № 551 «onderlinge duels» 20:00 (UTC+2) | Tsjechië                                             | 3 – 0 | Slowakije | Stadion Letná, Praag Toeschouwers: 5.428 Scheidsrechter: Urs Meier (SUI) |
| 11 oktober WK 1998 kwalificatie № 551 «onderlinge duels» 20:00 (UTC+2) | Vladimír Šmicer 54' Horst Siegl 70' Jiří Novotný 73' |       |           | Stadion Letná, Praag Toeschouwers: 5.428 Scheidsrechter: Urs Meier (SUI) |

| FIFA Confederations Cup 1997 |
| ---------------------------- |

|                                                                            |                                         |       |                                           |                                                                                       |
| 13 december FIFA Confederations Cup № 552 «onderlinge duels» 20:00 (UTC+3) | Tsjechië                                | 2 – 2 | Zuid-Afrika                               | Koning Fahdstadion, Riyadh Toeschouwers: 3.500 Scheidsrechter: Javier Castrilli (ARG) |
| 13 december FIFA Confederations Cup № 552 «onderlinge duels» 20:00 (UTC+3) | Vladimír Šmicer 20' Vladimír Šmicer 40' |       | 39' Brendan Augustine 86' Helman Mkhalele | Koning Fahdstadion, Riyadh Toeschouwers: 3.500 Scheidsrechter: Javier Castrilli (ARG) |

|                                                                            |                 |       |                                          |                                                                                |
| 15 december FIFA Confederations Cup № 553 «onderlinge duels» 20:00 (UTC+3) | Tsjechië        | 1 – 2 | Uruguay                                  | Koning Fahdstadion, Riyadh Toeschouwers: 9.000 Scheidsrechter: Saad Mane (KUW) |
| 15 december FIFA Confederations Cup № 553 «onderlinge duels» 20:00 (UTC+3) | Horst Siegl 89' |       | 26' Nicolás Olivera 88' Marcelo Zalayeta | Koning Fahdstadion, Riyadh Toeschouwers: 9.000 Scheidsrechter: Saad Mane (KUW) |

|                                                                            | |       |                      |                                                                                  |
| 17 december FIFA Confederations Cup № 554 «onderlinge duels» 17:50 (UTC+3) | Tsjechië | 6 – 1 | VA Emiraten          | Koning Fahdstadion, Riyadh Toeschouwers: 5.000 Scheidsrechter: René Ortubé (BOL) |
| 17 december FIFA Confederations Cup № 554 «onderlinge duels» 17:50 (UTC+3) | Mohamed Obaid 11' (e.d.) Pavel Nedvěd 22' Vladimír Šmicer 31' Pavel Nedvěd 42' Vladimír Šmicer 68' Vladimír Šmicer 71' |       | 78' Adnan Al-Talyani | Koning Fahdstadion, Riyadh Toeschouwers: 5.000 Scheidsrechter: René Ortubé (BOL) |

|                                                                                         |          |                         |          |                                                                                          |
| 19 december FIFA Confederations Cup Halve finale № 555 «onderlinge duels» 15:15 (UTC+3) | Tsjechië | 0 – 2                   | Brazilië | Koning Fahdstadion, Riyadh Toeschouwers: 30.000 Scheidsrechter: Lucien Bouchardeau (NGR) |
| 19 december FIFA Confederations Cup Halve finale № 555 «onderlinge duels» 15:15 (UTC+3) |          | 53' Romário 82' Ronaldo |          | Koning Fahdstadion, Riyadh Toeschouwers: 30.000 Scheidsrechter: Lucien Bouchardeau (NGR) |

|                                                                                         |                   |       |         |                                                                                          |
| 21 december FIFA Confederations Cup Troostfinale № 556 «onderlinge duels» 17:50 (UTC+3) | Tsjechië          | 1 – 0 | Uruguay | Koning Fahdstadion, Riyadh Toeschouwers: 27.000 Scheidsrechter: Lucien Bouchardeau (NGR) |
| 21 december FIFA Confederations Cup Troostfinale № 556 «onderlinge duels» 17:50 (UTC+3) | Edvard Lasota 63' |       |         | Koning Fahdstadion, Riyadh Toeschouwers: 27.000 Scheidsrechter: Lucien Bouchardeau (NGR) |

|  |  |  |  |  |  |  |  |  |

### 1998
|                                                                   |                                       |       |               |                                                                                |
| 25 maart Vriendschappelijk № 557 «onderlinge duels» 17:00 (UTC+1) | Tsjechië                              | 2 – 1 | Ierland       | Andrův stadion, Olomouc Toeschouwers: 9.405 Scheidsrechter: Attila Juhos (HUN) |
| 25 maart Vriendschappelijk № 557 «onderlinge duels» 17:00 (UTC+1) | Vladimír Šmicer 49' Edvard Lasota 76' |       | 9' Gary Breen | Andrův stadion, Olomouc Toeschouwers: 9.405 Scheidsrechter: Attila Juhos (HUN) |

|                                                                   |                     |       |                                                       |                                                                                            |
| 22 april Vriendschappelijk № 558 «onderlinge duels» 16:30 (UTC+2) | Slovenië            | 1 – 3 | Tsjechië                                              | Fazanerijastadion, Murska Sobota Toeschouwers: 2.500 Scheidsrechter: Robert Sedlacek (AUT) |
| 22 april Vriendschappelijk № 558 «onderlinge duels» 16:30 (UTC+2) | Spasoje Bulajič 23' |       | 26' Vladimír Šmicer 58' Martin Lukeš 60' Martin Lukeš | Fazanerijastadion, Murska Sobota Toeschouwers: 2.500 Scheidsrechter: Robert Sedlacek (AUT) |

|                                           |                     |       |          |                                                                                       |
| 21 mei Kirin Cup № 559 «onderlinge duels» | Tsjechië            | 1 – 0 | Paraguay | Kobe Universiadestadion, Kobe Toeschouwers: 6.104 Scheidsrechter: Naotsugu Fuse (JPN) |
| 21 mei Kirin Cup № 559 «onderlinge duels» | Vladimír Šmicer 12' |       |          | Kobe Universiadestadion, Kobe Toeschouwers: 6.104 Scheidsrechter: Naotsugu Fuse (JPN) |

|                                                         |       |       |          |                                                                                       |
| 24 mei Kirin Cup № 560 «onderlinge duels» 14:00 (UTC+9) | Japan | 0 – 0 | Tsjechië | Nissan Stadion, Yokohama Toeschouwers: 66.930 Scheidsrechter: Russamee Jindamai (THA) |
| 24 mei Kirin Cup № 560 «onderlinge duels» 14:00 (UTC+9) |       |       |          | Nissan Stadion, Yokohama Toeschouwers: 66.930 Scheidsrechter: Russamee Jindamai (THA) |

|                                                                 |                                      |       |                                      |                                                                                            |
| 27 mei Vriendschappelijk № 561 «onderlinge duels» 19:00 (UTC+9) | Zuid-Korea                           | 2 – 2 | Tsjechië                             | Olympisch Stadion, Seoel Toeschouwers: 43.000 Scheidsrechter: Mohamed Nazri Abdullah (MAS) |
| 27 mei Vriendschappelijk № 561 «onderlinge duels» 19:00 (UTC+9) | Hwang Sun-hong 57' Choi Yong-soo 82' |       | 18' Jiří Němec 32' Vratislav Lokvenc | Olympisch Stadion, Seoel Toeschouwers: 43.000 Scheidsrechter: Mohamed Nazri Abdullah (MAS) |

|                                                                      |               |       |            |                                                                                  |
| 19 augustus Vriendschappelijk № 562 «onderlinge duels» 20:00 (UTC+2) | Tsjechië      | 1 – 0 | Denemarken | Letenský stadion, Praag Toeschouwers: 7.021 Scheidsrechter: Ryszard Wójcik (POL) |
| 19 augustus Vriendschappelijk № 562 «onderlinge duels» 20:00 (UTC+2) | Karel Rada 8' |       |            | Letenský stadion, Praag Toeschouwers: 7.021 Scheidsrechter: Ryszard Wójcik (POL) |

|                                                                         |         |                     |          |                                                                               |
| 6 september EK 2000 kwalificatie № 563 «onderlinge duels» 15:00 (UTC+1) | Faeröer | 0 – 1               | Tsjechië | Svangaskarð, Toftir Toeschouwers: 2.589 Scheidsrechter: Juha Hirviniemi (FIN) |
| 6 september EK 2000 kwalificatie № 563 «onderlinge duels» 15:00 (UTC+1) |         | 87' Vladimír Šmicer |          | Svangaskarð, Toftir Toeschouwers: 2.589 Scheidsrechter: Juha Hirviniemi (FIN) |

|                                                                        |                 |       |                                                         |                                                                                      |
| 10 oktober EK 2000 kwalificatie № 564 «onderlinge duels» 17:45 (UTC+2) | Bosnië en Herz. | 1 – 3 | Tsjechië                                                | Stadion Koševo, Sarajevo Toeschouwers: 30.000 Scheidsrechter: Domenico Messina (ITA) |
| 10 oktober EK 2000 kwalificatie № 564 «onderlinge duels» 17:45 (UTC+2) | Marko Topić 87' |       | 12' Miroslav Beránek 58' Vladimír Šmicer 90' Pavel Kuka | Stadion Koševo, Sarajevo Toeschouwers: 30.000 Scheidsrechter: Domenico Messina (ITA) |

|                                                                        |                                                                           |       |                     |                                                                                     |
| 14 oktober EK 2000 kwalificatie № 565 «onderlinge duels» 17:00 (UTC+2) | Tsjechië                                                                  | 4 – 1 | Estland             | Na Stínadlech, Teplice Toeschouwers: 13.500 Scheidsrechter: Eyjolfur Olafsson (ISL) |
| 14 oktober EK 2000 kwalificatie № 565 «onderlinge duels» 17:00 (UTC+2) | Pavel Nedvěd 8' Patrik Berger 20' Patrik Berger 38' Janek Meet 45' (e.d.) |       | 90+1' Argo Arbeiter | Na Stínadlech, Teplice Toeschouwers: 13.500 Scheidsrechter: Eyjolfur Olafsson (ISL) |

|                                                                    |                                     |       |          |                                                                              |
| 18 november Vriendschappelijk № 566 «onderlinge duels» 20:00 (UTC) | Engeland                            | 2 – 0 | Tsjechië | Wembley Stadium, Londen Toeschouwers: 38.535 Scheidsrechter: Urs Meier (SUI) |
| 18 november Vriendschappelijk № 566 «onderlinge duels» 20:00 (UTC) | Darren Anderton 22' Paul Merson 40' |       |          | Wembley Stadium, Londen Toeschouwers: 38.535 Scheidsrechter: Urs Meier (SUI) |

### 1999
|                                                                     |        |                |          |                                                                                          |
| 9 februari Vriendschappelijk № 567 «onderlinge duels» 20:00 (UTC+1) | België | 0 – 1          | Tsjechië | Koning Boudewijnstadion, Brussel Toeschouwers: 14.700 Scheidsrechter: Jan Wegereef (NED) |
| 9 februari Vriendschappelijk № 567 «onderlinge duels» 20:00 (UTC+1) |        | 73' Jan Koller |          | Koning Boudewijnstadion, Brussel Toeschouwers: 14.700 Scheidsrechter: Jan Wegereef (NED) |

|                                                                      |                                            |       |          |                                                                                |
| 27 maart EK 2000 kwalificatie № 568 «onderlinge duels» 16:30 (UTC+1) | Tsjechië                                   | 2 – 0 | Litouwen | Na Stínadlech, Teplice Toeschouwers: 14.658 Scheidsrechter: Attila Juhos (HUN) |
| 27 maart EK 2000 kwalificatie № 568 «onderlinge duels» 16:30 (UTC+1) | Michal Horňák 10' Patrik Berger 73' (pen.) |       |          | Na Stínadlech, Teplice Toeschouwers: 14.658 Scheidsrechter: Attila Juhos (HUN) |

|                                                                      |               |       |                                             |                                                                                    |
| 31 maart EK 2000 kwalificatie № 569 «onderlinge duels» 20:00 (UTC+1) | Schotland     | 1 – 2 | Tsjechië                                    | Celtic Park, Glasgow Toeschouwers: 44.513 Scheidsrechter: Kim Milton Nielsen (DEN) |
| 31 maart EK 2000 kwalificatie № 569 «onderlinge duels» 20:00 (UTC+1) | Eoin Jess 68' |       | 27' (e.d.) Matt Elliott 35' Vladimír Šmicer | Celtic Park, Glasgow Toeschouwers: 44.513 Scheidsrechter: Kim Milton Nielsen (DEN) |

|                                                                   |                                            |       |                       |                                                                                           |
| 28 april Vriendschappelijk № 570 «onderlinge duels» 17:30 (UTC+2) | Polen                                      | 2 – 1 | Tsjechië              | Wojska Polskiegostadion, Warschau Toeschouwers: 3.000 Scheidsrechter: Giorgos Bikas (GRE) |
| 28 april Vriendschappelijk № 570 «onderlinge duels» 17:30 (UTC+2) | Mirosław Trzeciak 16' Artur Wichniarek 49' |       | 79' Vratislav Lokvenc | Wojska Polskiegostadion, Warschau Toeschouwers: 3.000 Scheidsrechter: Giorgos Bikas (GRE) |

|                                                                    |         |                                  |          |                                                                                         |
| 5 juni EK 2000 kwalificatie № 571 «onderlinge duels» 19:00 (UTC+3) | Estland | 0 – 2                            | Tsjechië | Kadriorustadion, Tallinn Toeschouwers: 2.900 Scheidsrechter: Juan Ansuategui Roca (ESP) |
| 5 juni EK 2000 kwalificatie № 571 «onderlinge duels» 19:00 (UTC+3) |         | 45' Patrik Berger 84' Jan Koller |          | Kadriorustadion, Tallinn Toeschouwers: 2.900 Scheidsrechter: Juan Ansuategui Roca (ESP) |

|                                                                    |                                               |       |                                    |                                                                              |
| 9 juni EK 2000 kwalificatie № 572 «onderlinge duels» 20:30 (UTC+2) | Tsjechië                                      | 3 – 2 | Schotland                          | Stadion Letná, Praag Toeschouwers: 21.149 Scheidsrechter: Hellmut Krug (GER) |
| 9 juni EK 2000 kwalificatie № 572 «onderlinge duels» 20:30 (UTC+2) | Tomáš Řepka 65' Pavel Kuka 75' Jan Koller 87' |       | 30' Paul Ritchie 62' Alan Johnston | Stadion Letná, Praag Toeschouwers: 21.149 Scheidsrechter: Hellmut Krug (GER) |

|                                                                      |                                                            |       |             |                                                                                    |
| 18 augustus Vriendschappelijk № 573 «onderlinge duels» 20:15 (UTC+2) | Tsjechië                                                   | 3 – 0 | Zwitserland | Sportovní areál, Drnovice Toeschouwers: 7.825 Scheidsrechter: Fritz Stuchlik (AUT) |
| 18 augustus Vriendschappelijk № 573 «onderlinge duels» 20:15 (UTC+2) | Jan Koller 48' Stefan Wolf 57' (e.d.) Miroslav Baranek 88' |       |             | Sportovní areál, Drnovice Toeschouwers: 7.825 Scheidsrechter: Fritz Stuchlik (AUT) |

|                                                                         |          |                                                                 |          |                                                                                  |
| 4 september EK 2000 kwalificatie № 574 «onderlinge duels» 20:00 (UTC+2) | Litouwen | 0 – 4                                                           | Tsjechië | Žalgiris Stadion, Vilnius Toeschouwers: 3.000 Scheidsrechter: Jacek Granat (POL) |
| 4 september EK 2000 kwalificatie № 574 «onderlinge duels» 20:00 (UTC+2) |          | 60' Pavel Nedvěd 63' Pavel Nedvěd 69' Jan Koller 90' Jan Koller |          | Žalgiris Stadion, Vilnius Toeschouwers: 3.000 Scheidsrechter: Jacek Granat (POL) |

|                                                                         |                                                            |       |                |                                                                                     |
| 8 september EK 2000 kwalificatie № 575 «onderlinge duels» 20:30 (UTC+2) | Tsjechië                                                   | 3 – 0 | Bosnië en Her. | Na Stínadlech, Teplice Toeschouwers: 10.125 Scheidsrechter: Karl-Erik Nilsson (SWE) |
| 8 september EK 2000 kwalificatie № 575 «onderlinge duels» 20:30 (UTC+2) | Jan Koller 26' Patrik Berger 59' (pen.) Karel Poborský 67' |       |                | Na Stínadlech, Teplice Toeschouwers: 10.125 Scheidsrechter: Karl-Erik Nilsson (SWE) |

|                                                                       |                                 |       |         |                                                                             |
| 9 oktober EK 2000 kwalificatie № 576 «onderlinge duels» 20:15 (UTC+2) | Tsjechië                        | 2 – 0 | Faeröer | Stadion Letná, Praag Toeschouwers: 21.362 Scheidsrechter: Marcel Lica (ROM) |
| 9 oktober EK 2000 kwalificatie № 576 «onderlinge duels» 20:15 (UTC+2) | Jan Koller 12' Pavel Verbir 84' |       |         | Stadion Letná, Praag Toeschouwers: 21.362 Scheidsrechter: Marcel Lica (ROM) |

|                                                                      |               |       |                |                                                                                  |
| 13 november Vriendschappelijk № 577 «onderlinge duels» 20:30 (UTC+1) | Nederland     | 1 – 1 | Tsjechië       | Philips Stadion, Eindhoven Toeschouwers: 30.000 Scheidsrechter: Dani Koren (ISR) |
| 13 november Vriendschappelijk № 577 «onderlinge duels» 20:30 (UTC+1) | Jaap Stam 59' |       | 68' Jan Koller | Philips Stadion, Eindhoven Toeschouwers: 30.000 Scheidsrechter: Dani Koren (ISR) |

FAČR · A-internationals · Bondscoaches · Selecties · Statistieken · Tsjechisch vrouwenelftal · Olympisch elftal · Tsjechië U21 · Tsjechië U20 · Tsjechië U19 · Tsjechië U18 · Tsjechië U17 · Tsjechië U16
EK 1996 · 
EK 2000 · 
EK 2004 · 
EK 2008 · 
EK 2012 · 
EK 2016 · 
EK 2020
WK 1998 · 
WK 2002 · 
WK 2006 · 
WK 2010 · 
WK 2014 · 
WK 2018 · 
WK 2022
OS 2000
1906 · 1907 · 1908 · 1909 – 1938 · 1939 · 1940 – 1993 · 1994 · 1995 · 1996 · 1997 · 1998 · 1999 · 2000 · 2001 · 2002 · 2003 · 2004 · 2005 · 2006 · 2007 · 2008 · 2009 · 2010 · 2011 · 2012 · 2013 · 2014 · 2015 · 2016 · 2017 · 2018 · 2019 · 2020 · 2021 · 2022 · 2023 · 2024 · 2025
Albanië ·
Andorra ·
Armenië ·
Australië ·
Azerbeidzjan ·
België ·
Bosnië en Herzegovina ·
Brazilië ·
Bulgarije ·
Canada ·
China ·
Costa Rica ·
Cyprus ·
Denemarken ·
Duitsland ·
Engeland ·
Estland ·
Faeröer ·
Finland ·
Frankrijk ·
Georgië ·
Ghana ·
Gibraltar ·
Griekenland ·
Hongarije ·
Ierland ·
IJsland ·
Israël ·
Italië ·
Japan ·
Joegoslavië ·
Kazachstan ·
Koeweit ·
Kosovo ·
Kroatië ·
Letland ·
Libanon ·
Liechtenstein ·
Litouwen ·
Luxemburg ·
Malta ·
Marokko ·
Mexico ·
Moldavië ·
Montenegro ·
Nederland ·
Nigeria ·
Noord-Ierland ·
Noord-Macedonië ·
Noorwegen ·
Oekraïne ·
Oostenrijk ·
Paraguay ·
Peru ·
Polen ·
Portugal ·
Qatar ·
Roemenië ·
Rusland ·
San Marino ·
Saoedi-Arabië ·
Schotland ·
Servië ·
Slovenië ·
Slowakije ·
Spanje ·
Trinidad en Tobago ·
Turkije ·
Uruguay ·
Verenigde Arabische Emiraten ·
Verenigde Staten ·
Wales ·
Wit-Rusland ·
Zuid-Afrika ·
Zuid-Korea ·
Zweden ·
Zwitserland
Denemarken (2021) · 
Duitsland (1996, 2) · 
Engeland (2021) · 
Ghana (2006) · 
Griekenland (2012) · 
Italië (2006) · 
Kroatië (2016) · 
Kroatië (2021) · 
Nederland (2021) · 
Polen (2012) · 
Portugal (2008) · 
Portugal (2012) · 
Rusland (2012) · 
Schotland (2021) · 
Spanje (2016) · 
Turkije (2008) · 
Verenigde Staten (2006) ·
Zwitserland (2008)
CONMEBOL: Bolivia · Chili  · Colombia · Ecuador · Uruguay · Venezuela

UEFA: Albanië · Andorra · Armenië · Azerbeidzjan · België · Bosnië en Herzegovina · Bulgarije · Cyprus · Denemarken · Duitsland · Engeland · Estland · Faeröer · Finland · Frankrijk · Georgië · Griekenland · Hongarije · IJsland · Ierland · Israël · Italië · Joegoslavië · Kroatië · Letland · Liechtenstein · Litouwen · Luxemburg · Malta · Moldavië · Nederland · Noord-Ierland · Noord-Macedonië · Noorwegen · Oekraïne · Oostenrijk · Polen · Portugal · Roemenië · Rusland · San Marino · Schotland · Slovenië · Slowakije · Sovjet-Unie/GOS ·  Spanje · Tsjechië · Tsjecho-Slowakije · Turkije · Wales · Wit-Rusland · Zweden · Zwitserland

AFC: Kazachstan

CAF: Madagaskar

CONCACAF: Belize · Canada